# Río Aragón
El río Aragón (en euskera Aragoi) es un río del norte de España, uno de los principales afluentes del río Ebro. Drena una cuenca de 8524 km², tiene una longitud de 195 km y aporta al Ebro una media de 1300 hm³/año.

## Hidronimia
Según el lingüista Edelmiro Bascuas, Aragón, vendría de *Ara-k-onem, derivado de la raíz indoeuropea *er- 'fluir, moverse', con significado hidronímico.
Otra alternativa posible sería que el término "Aragón" procediera de una lengua similar al euskera actual. Es muy conocido que "aran" significa valle en euskera. Del mismo modo que en otros idiomas, en euskera la denominación del río coincide en muchas ocasiones con la denominación del valle. Por ejemplo, Araquil, en la Burunda navarra, es comprensible como "Ara(n)" (valle) + "kil" (alargado). El rio Araquil confluye con el Arga. En Jacetania tenemos el valle de Aragües, más al sur Arbe (be, en euskara es zona baja). Así, es muy factible que el río Aragón (Aragoi en euskera actual) signifique "Ara(n)" (valle) + "goi" (alto). "Goi" y "Goyen" en forma más antigua es muy común en la toponimia vasca. De esta forma sería muy lógico pensar que el valle y el río Aragón hicieran referencia al "valle alto". Otro ejemplo es el término "Arangoiti" (la parte alta del valle) cumbre de 1355 metros de la sierra de Leire, junto al pantano de Yesa, pantano del río Aragón.

## Geografía

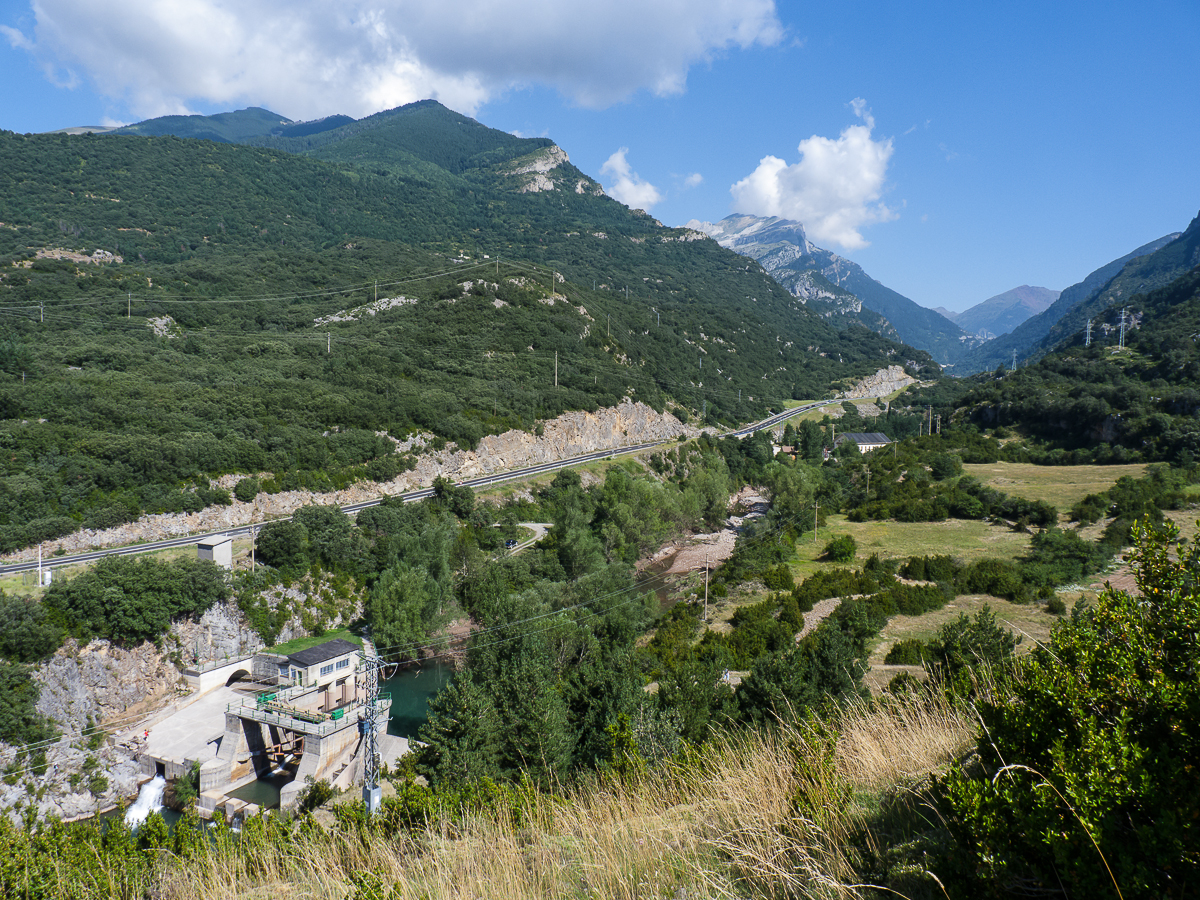
Valle del río Aragón en los Pirineos

El río Aragón nace en el circo glaciar del valle de Astún, término municipal de Jaca, comarca de la Jacetania (provincia de Huesca), a 2050 m sobre el nivel del mar. Se nutre en la cabecera por los ibones de Escalar y Truchas. Discurre de norte a sur por el valle del Aragón o Canfranc hasta llegar a Jaca, donde sus aguas cambian a dirección este oeste para dirigirse hacia el oeste por la Canal de Berdún y el extremo norte de la provincia de Zaragoza a tierras navarras. La cima más alta de la cuenca es el pico Collarada con 2886 m. En esta zona la precipitación de nieve es abundante, causando importantes crecidas primaverales. Otra época de avenidas es el otoño con las lluvias, habiéndose llegado a registrar 2038 m³/s (22 de octubre de 1913).

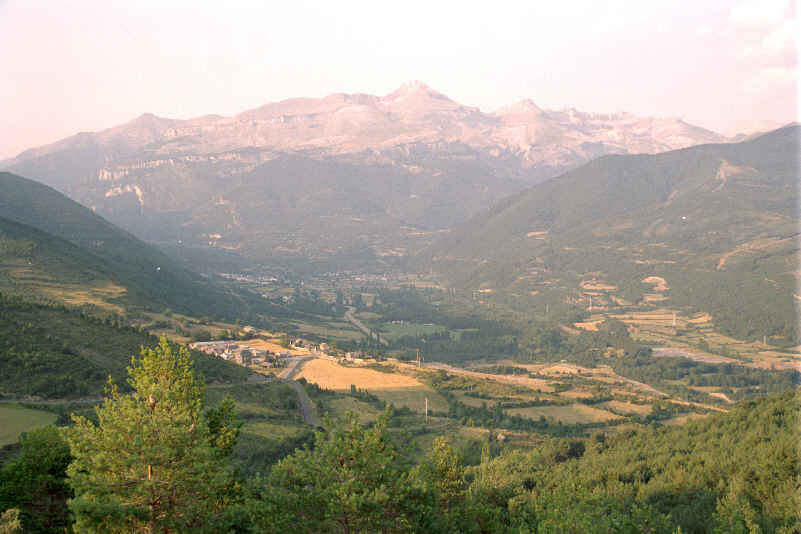
Vista del valle del río Aragón

Entre los afluentes del Aragón están los siguientes ríos: Candanchú, Canal Roya, Ijuez, Gas, Lubierre, Estarrún, Aragón Subordán, Veral, Esca, Regal, Irati,  Onsella, Zidacos y Arga.
El curso del río está interrumpido por el embalse de Yesa, en la entrada a la Comunidad Foral de Navarra, en el término municipal de Yesa, con una capacidad de 470 hm³; sus aguas se trasvasan a la comarca de Cinco Villas y desde recientemente a la ciudad de Zaragoza. Anualmente se trasvasan unos 700 hm³ para los regadíos de Bardenas y para agua de boca a la ciudad de Zaragoza, lo que supone un volumen superior a la mitad del caudal anual que llega a Yesa. La estación de aforo del pantano registra un caudal medio de 1216 hm³/año.
El trasvase de aguas se realiza a través del canal de las Bardenas que tiene una longitud de 139 km hasta su entronque con las aguas del Gállego en Ardisa. Las obras del pantano comenzaron en 1930 y se inauguró oficialmente el 8 de abril de 1959. Este embalse supuso el éxodo de 1450 personas que habitaban los pueblos de Tiermas, Ruesta y Escó, así como la inundación de 2400 ha de ricas tierras de vega y el balneario-hotel de aguas termales de Tiermas, así como un rico patrimonio arqueológico de época romana. Provocó la desvertebración de la zona occidental de la Canal de Berdún que tenía a Tiermas como capital.

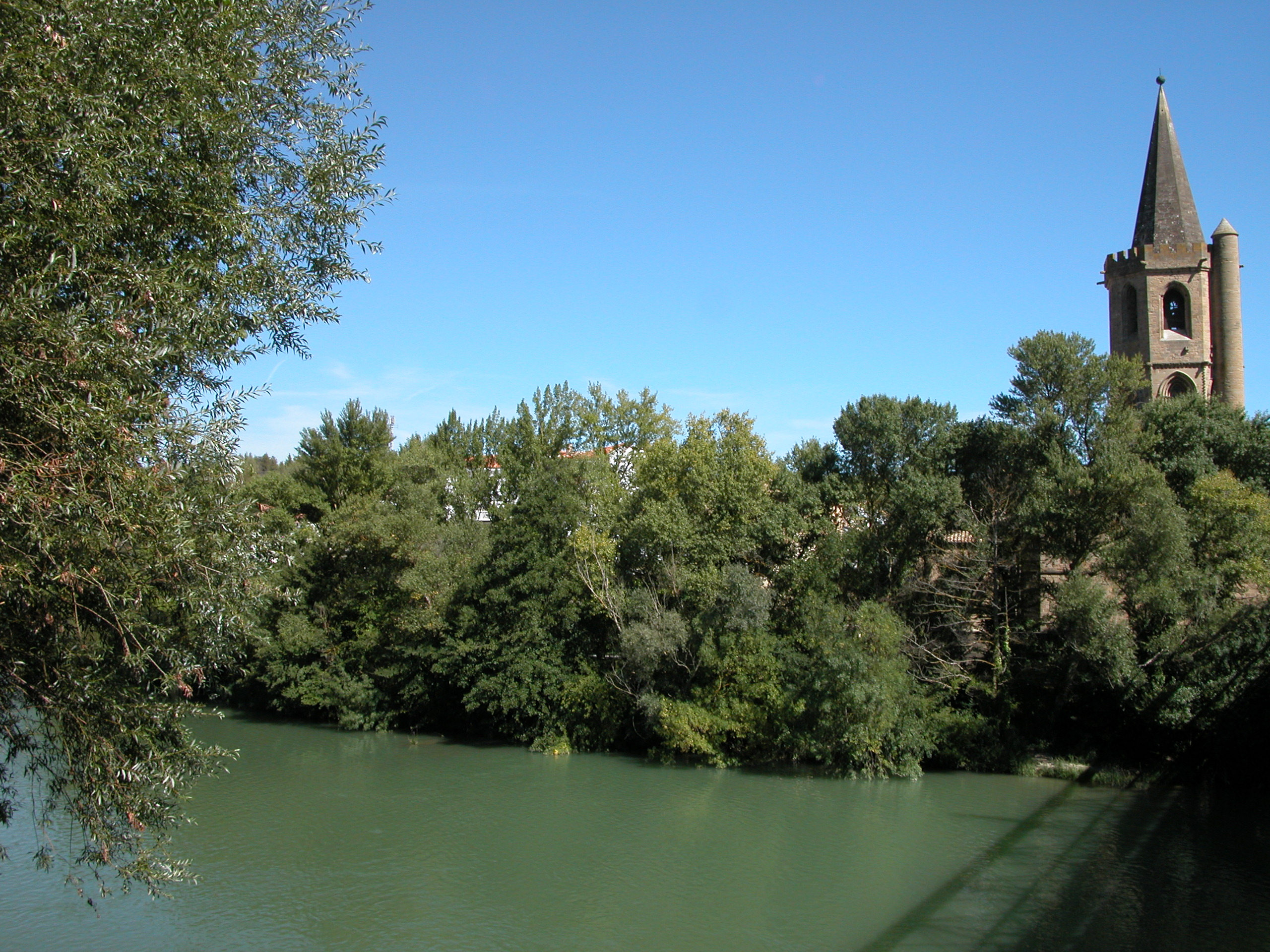
El río Aragón en Sangüesa (Navarra)

La cuenca del Aragón encierra una gran diversidad vegetal debido a las distintas influencias climáticas que recibe. Por occidente, la influencia oceánica alcanza a la cabecera de los valles de Ansó, Hecho, Aragüés y Aísa hasta Candanchú, con hayedos y abetales. Por el sur, la influencia mediterránea penetra por el valle hasta Puente la Reina de Jaca y las foces de Sigüés, Fago, Biniés y Villanúa, con cosjocales (Quercus coccifera) y carrascales (Quercus rotundifolia). Entre medio domina el clima submediterráneo con los quejigales (Quercus pyrenaica) y pinares de pino royo (Pinus sylvestris).
Desemboca en el río Ebro a la altura de Milagro (Navarra).